# Damà arborícola
Els damans arborícoles (Dendrohyrax) són un gènere de damans. Conté tres espècies vivents i una d'extinta:
- Damà arborícola meridional (D. arboreus)
- Damà arborícola occidental (D. dorsalis)
- D. interfluvialis
- D. samueli †

El damà arborícola oriental (D. validus) és inclòs dins l'espècie D. arboreus fins que se n'hagi fet una investigació taxonòmica a fons.